# Інгулець (станція)
Інгуле́ць — тупикова залізнична станція 1-го класу Криворізької дирекції Придніпровської залізниці на лінії 116 км — Інгулець, за 29 км від  станції Кривий Ріг-Західний. Розташована на південній околиці міста Кривий Ріг, у мікрорайоні Інгулець.

## Історія
Станція відкрита 1964 року під первинною назвою Інгулець-Новий, а з 1974 року має сучасну назву.
Станція відзначена почесним знаком «За безпеку руху» Мінтранспорту України. Станцію обслуговують 120 осіб. Станцію очолювали — І. П. Лазебник, В. О. Жадков.

## Колійний розвиток
Станція обслуговує Інгулецький гірничо-збагачувальний комбінат. Колійний розвиток складається з 12 колій, три з них для прийому вантажів, чотири колії — для відстою порожніх вагонів. Пропускна спроможність станції — 400 вагонів на добу.

## Пасажирське сполучення
До станції Інгулець щоденно курсують дві пари приміських поїздів сполученням Кривий Ріг — Інгулець.